# Jesús Medina (Fußballspieler)
Jesús Manuel Medina Maldonado (* 30. April 1997 in Limpio) ist ein paraguayischer Fußballspieler.

## Karriere

### Verein
Medina begann seine Karriere beim Club Libertad. Im Juli 2012 debütierte er im Alter von 15 Jahren für die Profis von Libertad in der Primera División. Dies sollte allerdings für lange Zeit sein einziger Einsatz bleiben, erst zur Saison 2016 rückte er fest in den Profikader. In der Saison 2016 absolvierte er 38 Partien in der höchsten paraguayischen Spielklasse, in denen er neun Tore erzielte. In der Saison 2017 kam er zu 35 Einsätzen und acht Toren.
Zur Saison 2018 wechselte der Flügelstürmer in die USA zum New York City FC. In seiner ersten Spielzeit in Nordamerika kam er zu 28 Einsätzen in der MLS, in denen er sechsmal traf. In der Saison 2019 absolvierte Medina 19 Spiele und machte drei Tore. In der Saison 2020 kam er erneut zu 19 Einsätzen. In der Saison 2021 absolvierte er 33 Partien, in denen er neun Tore erzielte. Zu Saisonende wurde er mit New York City Meister der MLS.
Nach dem Meistertitel und dem Auslaufen seines Vertrages verließ er die New Yorker nach Saisonende allerdings. Daraufhin wechselte Medina im Januar 2022 nach Russland zu ZSKA Moskau. Bis zum Ende der Saison 2021/22 kam er zu zehn Einsätzen in der Premjer-Liga. In der Saison 2022/23 absolvierte er 25 Partien, in denen er acht Tore machte.
Zur Saison 2023/24 wechselte Medina innerhalb Moskaus zum Ligakonkurrenten Spartak Moskau.

### Nationalmannschaft
Medina nahm 2015 mit der paraguayischen U-20-Auswahl an der Südamerikameisterschaft teil. Während des Turniers kam er zu sechs Einsätzen, mit Paraguay beendete er die Finalrunde als Letzter. 2017 nahm er erneut an der U-20-Südamerikameisterschaft teil. Er kam diesmal in allen vier Partien seines Landes zum Einsatz, Paraguay schied allerdings 2017 bereits in der Vorrunde aus.
Im Juli 2017 debütierte Medina in einem Testspiel gegen Mexiko für die A-Nationalmannschaft.